# Икор, Роже
Роже́ Ико́р (фр. Roger Ikor; 28 мая 1912, XI округ Парижа — 17 ноября 1986, XIII округ Парижа) — французский писатель, журналист и общественный деятель. Лауреат Гонкуровской премии 1955 года. Основатель «Центра противодействия манипуляции сознанием».

## Биография
Родился 28 мая 1912 года в Париже в еврейской семье эмигрировавшей из Российской империи (отец был выходцем из Литвы, а мать из Польши).
Окончил лицей Кондорсе.
В 1937 году получил докторскую степень в Высшей нормальной школе.
В 1939 году, в связи с началом Второй мировой войны, был призвал в армию, попал в плен и находился в лагере для военнопленных Oflag II-D в Померании, где стал главой группы Движения Сопротивления и редактором подпольной газеты «Семан». В начале 1945 совершил побег, однако был пойман и возвращён в лагерь.
По окончании войны преподавал в лицее Кондорсе и в Сорбонне, читал лекции в США, Мексике и странах Южной Америки.
Занимал ответственную должность в Министерстве национального образования Франции.
Печатался в газетах «Ле Монд», «Летр Франсэз» и «Фигаро».
В 1955 году получил Гонкуровскую премию за роман «Смешанные воды».
В 1981 году создал «Центр противодействия манипуляции сознанием» для противодействия деструктивным сектам, после того, как его сын, увлекавшийся дзен-макробиотикой, покончил с собой.

## Творчество
Икор является автором многочисленных произведений, написанных в различных жанрах: воспоминания («Вопросы совести преподавателя», 1966; «Послушай хоть раз, дитя моё», 1975), литературоведческие эссе («Виктор Гюго — народный романтик», 1967; «Золя и мы», 1969; «Двойной Мольер», 1977; «Мальро и Дальний Восток», 1979), педагогические работы («Школа и культура, или Университет в лапах зверей», 1972), романы («Сыновья Аврома», 1955), рассказы (сборник «Открытое небо», 1959), исторические исследований («Рабочее восстание в июне 1848 г., или Первая коммуна», 1936; «Сен-Жюст», 1937), сказки («Глук, или Золотое руно», 1965), сочинения на тему еврейства («Можно ли сегодня быть евреем?», 1968; «Открытое письмо евреям», 1970), театральные пьесы («Улисс в гавани», 1952; «И пепел вновь стал пламенем», 1969).
Главной темой произведениях Икора является одиночество человека. Его первыми романами были «Пересекая наши пустыни»/«По нашим пустыням» (1950) и «Великие средства» (1951), которые однако не имели успеха. В фаустианском цикле романов «Если бы время...» (охватывающем шесть книг: «Сеятель ветра» (1960), «Шёпоты войны» (1961), «Дождь над морем» (1962), «Пояс неба» (1964), «Жеребята» (1966), «Братья-люди» (1969)) в облике Фенса воплощён человек отстаивающий индивидуализм и принимающий простые человеческие ценности. Роман «Сыновья Аврома» состоящий из двух частей («Весенняя прививка» и «Смешанные воды»), написанный в жанре семейной хроники (история трёх поколений семьи еврейского ремесленника, эмигрировавшего в начале XX века из России во Францию), является главным произведение Икора и посвящён теме ассимиляции евреев во Франции, убеждённым сторонником которой выступает сам автор. Внутренние монологи главного героя содержат различимые интонации идиша.
В книге «Можно ли сегодня быть евреем?» (1968) Икором была предпринята попытка рассмотрения еврейского вопроса в современном мире. Проанализировав положение евреев Израиля и диаспоры автор пришёл к заключению, что ассимиляция является единственным решением, поскольку не существует «национальная еврейская культура», а для современных евреев живущих в западных странах и в основном являющихся неверующими, западных стран, в основном  являются чуждыми религиозная мысль и традиция. Тем не менее Икор выразил опасения, что пережив Вторую мировую войну и Холокост, а затем образовав  Государство Израиль, евреи впервые перестав ощущать преследование «призрака» антисемитизма, который якобы исчез, теперь могут превратиться из гонимых в высокомерных угнетателей.

## Сочинения
- L'Insurrection ouvrière de juin 1848 ou la Première Commune (1936)
- Saint-Just (1937)
- À travers nos déserts (1950)
- Les Grands Moyens (1951)
- La Greffe de printemps (1955)
- Les Eaux mêlées (1955)
- Mise au net (1957)
- Ciel ouvert (1959)
- Le Semeur de vent (1960)
- Les Murmures de la guerre. Roman. Éditions Albin Michel. (1961)
- La Pluie sur la mer (1962)
- La Ceinture de ciel (1964)
- Gloucq ou la toison d'Or (1965)
- Les Poulains (1966)
- Le Tourniquet des innocents (1972), Éditions Albin Michel
- Pour une fois écoute, mon enfant (1975), Éditions Albin Michel.
- Je porte plainte (1981), Éditions Albin Michel
- Les Sectes, un mal de civilisation (1983), Éditions Albin Michel
- Ô soldats de quarante !… (1986), Éditions Albin Michel
- Les Fleurs du soir (1985), Éditions Albin Michel